# Torneo Apertura 2023 de Primera B (Liga Catamarqueña)
El Torneo Apertura 2023 de Primera B, llamado «Torneo Apertura "Ministerio de la Vivienda y Urbanismo" 2023» por motivos de patrocinio, también se lo denominó como "Torneo Anual 2023 de Primera B", organizado por la Liga Catamarqueña de Fútbol, fue el primer torneo de la temporada 2023 en dicha categoría. Inició el 14 de abril y finalizó el 15 de julio.
Lo disputaron los nueve equipos pertenecientes a dicha división. El campeón obtuvo el ascenso a la máxima categoría.
El sorteo del fixture se llevó a cabo el 27 de marzo en la sede de la liga.
Consagró campeón al Club Atlético Estudiantes de La Tablada, que obtuvo su séptimo título (quinto en la Primera B), con la dirección técnica de Lucas Bazán. De esta manera consiguió el ascenso directo a la Primera División, luego de casi 6 años.

## Ascensos y descensos
| Pos. | Descendido de la Primera División 2022 |
| ---- | -------------------------------------- |
| 12.º | Rivadavia (Huillapima)                 |

| Pos. | Ascendido de la Primera B 2022 |
| ---- | ------------------------------ |
| 1.º  | San Isidro (Nueva Coneta)      |

## Formato
Torneo Apertura 2023
Los 9 equipos jugarán 8 partidos cada uno a lo largo de 9 fechas, en una sola rueda, bajo el sistema de todos contra todos. En este torneo se usará el sistema de puntos, de acuerdo a la reglamentación de la Internacional F. A. Board, asignándose tres puntos al equipo que resulte ganador, un punto a cada uno en caso de empate y cero puntos al perdedor.
El club que resulte campeón ascenderá a la Primera División, mientras que los equipos ubicados del 2.º al 5.º lugar clasificarán al Petit Torneo, por el segundo ascenso.
El orden de clasificación de los equipos, se determinará en una tabla de cómputo general, de la siguiente manera:
- 1) Mayor cantidad de puntos.
- 2) Mejor performance en los partidos que se enfrentaron entre sí; en caso de igualdad;
- 3) Mayor diferencia de goles; en caso de igualdad;
- 4) Mayor cantidad de goles a favor; en caso de igualdad;
- 5) Sorteo.

En caso de que la igualdad, sea de más de dos equipos, esta se dejará reducida a dos clubes, de acuerdo al orden de clasificación de los equipos determinado anteriormente.
Petit Torneo
Lo jugarán los 4 equipos clasificados del 2º al 5º lugar de la tabla de posiciones. Se desarrollará mediante el sistema de eliminación directa, a un solo partido. En caso de persistir la igualdad en los 90' de juego, se definirá mediante tiros desde el punto penal.
El equipo ganador se adjudicará el derecho a participar de la Promoción por un lugar en la Primera División del fútbol capitalino de la temporada 2023-24.

## Equipos participantes
| Nombre del club                                          | Ciudad                              | Departamento | Fundación               |
| -------------------------------------------------------- | ----------------------------------- | ------------ | ----------------------- |
| Club Fiel, Deportiva, Social y Cultural Asociación Civil | San Fernando del Valle de Catamarca | Capital      | 21 de abril de 2007     |
| Club Deportivo Valle Chico                               | San Fernando del Valle de Catamarca | Capital      | 22 de febrero de 2017   |
| Club Atlético Estudiantes de La Tablada                  | San Fernando del Valle de Catamarca | Capital      | 1 de agosto de 1951     |
| Club Atlético Independiente                              | Huillapima                          | Capayán      | 17 de julio de 1993     |
| Club Atlético Liberal Argentino                          | San Fernando del Valle de Catamarca | Capital      | 13 de julio de 1963     |
| Club Social y Deportivo Parque Daza                      | San Fernando del Valle de Catamarca | Capital      | 10 de diciembre de 1961 |
| Club Atlético Rivadavia                                  | Huillapima                          | Capayán      | 9 de julio de 1923      |
| Club Sportivo y Cultural San Martín                      | Chumbicha                           | Capayán      | 1 de noviembre de 1958  |
| Club Atlético Sarmiento                                  | San Fernando del Valle de Catamarca | Capital      | 12 de junio de 1912     |

### Distribución geográfica de los equipos
| Departamento | Cant. | Equipos                                                                                                  |
| ------------ | ----- | --- |
| Capital      | 6     | Club Fiel, Deportivo Valle Chico, Estudiantes de La Tablada, Liberal Argentino, Parque Daza y Sarmiento. |
| Capayán      | 3     | Independiente (Huillapima), Rivadavia (Huillapima) y San Martín (Chumbicha).                             |
| Total        | 9     | |

## Entrenadores
| Equipo                     | Entrenador                             |
| -------------------------- | -------------------------------------- |
| Club Fiel                  | Darío Luján (1.ª - 9.ª)                |
| Deportivo Valle Chico      | Daniel Iriarte (1.ª - 9.ª)             |
| Estudiantes de La Tablada  | Lucas Bazán (1.ª - 9.ª)                |
| Independiente (Huillapima) | Ariel Aramburu (1. - 9.ª)              |
| Liberal Argentino          | Juan Lucero-Fabricio Reyes (1.ª - 9.ª) |
| Parque Daza                | Damián Lobos (1.ª - 9.ª)               |
| Rivadavia (Huillapima)     | Pedro Bazán (1.ª - 9.ª)                |
| San Martín (Chumbicha)     | Mario Córdoba (1.ª - 9.ª)              |
| Sarmiento                  | Pablo Maturano (1.ª - 9.ª)             |

## Estadios
|                                                                                        |                                                                                              |                                                                          |
|                                                                                        |                                                                                              |                                                                          |
| Estadio Malvinas Argentinas Ciudad: Catamarca Propietario: Liga Catamarqueña de Fútbol | Polideportivo Municipal de Chumbicha Ciudad: Chumbicha Propietario: Municipalidad de Capayán | Estadio Sarmiento Ciudad: Catamarca Propietario: Club Atlético Sarmiento |

|                                                                                           |                                                                                          |                                                                                           |
|                                                                                           |                                                                                          |                                                                                           |
| Estadio Américo Tesorieri Ciudad: Catamarca Propietario: Club Deportivo Américo Tesorieri | Estadio Independiente (C) Ciudad: Catamarca Propietario: Club Atlético Independiente (C) | Estadio Independiente (H) Ciudad: Huillapima Propietario: Club Atlético Independiente (H) |

## Competición

### Tabla de posiciones
| Pos. | Equipo                     | Pts. | PJ | PG | PE | PP | GF | GC | Dif. |
| ---- | -------------------------- | ---- | -- | -- | -- | -- | -- | -- | ---- |
| 1.º  | Estudiantes de La Tablada  | 17   | 8  | 5  | 2  | 1  | 20 | 6  | 14   |
| 2.º  | Independiente (Huillapima) | 15   | 8  | 5  | 0  | 3  | 15 | 10 | 5    |
| 3.º  | Sarmiento                  | 15   | 8  | 4  | 3  | 1  | 13 | 8  | 5    |
| 4.º  | Deportivo Valle Chico      | 13   | 8  | 3  | 4  | 1  | 12 | 8  | 4    |
| 5.º  | Club Fiel                  | 13   | 8  | 4  | 1  | 3  | 15 | 13 | 2    |
| 6.º  | Rivadavia (Huillapima)     | 10   | 8  | 3  | 1  | 4  | 15 | 13 | 2    |
| 7.º  | San Martín (Chumbicha)     | 10   | 8  | 3  | 1  | 4  | 15 | 16 | −1   |
| 8.º  | Liberal Argentino          | 5    | 8  | 1  | 2  | 5  | 12 | 18 | −6   |
| 9.º  | Parque Daza                | 3    | 8  | 1  | 0  | 7  | 11 | 36 | −25  |

|  | Campeón. Ascendió a la Primera División 2023-24. |
|  | Clasificados al Petit Torneo.                    |

|  |

#### Evolución de las posiciones
| Equipo / Fecha             | 1 | 2 | 3 | 4 | 5 | 6 | 7 | 8 | 9 |
| -------------------------- | - | - | - | - | - | - | - | - | - |
| Club Fiel                  | 4 | 4 | 5 | 4 | 5 | 3 | 4 | 5 | 5 |
| Deportivo Valle Chico      | 2 | 2 | 3 | 3 | 3 | 4 | 3 | 3 | 4 |
| Estudiantes de La Tablada  | 3 | 1 | 1 | 1 | 1 | 1 | 1 | 1 | 1 |
| Independiente (Huillapima) | 9 | 8 | 6 | 8 | 6 | 6 | 5 | 4 | 2 |
| Liberal Argentino          | 5 | 5 | 8 | 5 | 7 | 7 | 8 | 8 | 8 |
| Parque Daza                | 7 | 9 | 7 | 9 | 9 | 9 | 9 | 9 | 9 |
| Rivadavia (Huillapima)     | 8 | 6 | 4 | 6 | 8 | 8 | 7 | 7 | 6 |
| San Martín (Chumbicha)     | 6 | 7 | 9 | 7 | 4 | 5 | 6 | 6 | 7 |
| Sarmiento                  | 1 | 2 | 2 | 2 | 2 | 2 | 2 | 2 | 3 |

     Equipo libre de la fecha.
|  |

### Resultados
| Fecha 1                         | Fecha 1   | Fecha 1                   | Fecha 1             | Fecha 1     | Fecha 1 |
| Local                           | Resultado | Visita                    | Estadio             | Fecha       | Hora    |
| ------------------------------- | --------- | ------------------------- | ------------------- | ----------- | ------- |
| Parque Daza                     | 2 - 4     | Sarmiento                 | Américo Tesorieri   | 14 de abril | 14:00   |
| Club Fiel                       | 2 - 1     | San Martín (Chumbicha)    | Independiente (C)   | 14 de abril | 14:00   |
| Rivadavia (Huillapima)          | 1 - 3     | Deportivo Valle Chico     | Malvinas Argentinas | 14 de abril | 14:30   |
| Independiente (Huillapima)      | 0 - 2     | Estudiantes de La Tablada | Independiente (H)   | 15 de abril | 15:00   |
| Equipo Libre: Liberal Argentino |           |                           |                     |             |         |

| Fecha 2                              | Fecha 2   | Fecha 2                    | Fecha 2             | Fecha 2     | Fecha 2 |
| Local                                | Resultado | Visita                     | Estadio             | Fecha       | Hora    |
| ------------------------------------ | --------- | -------------------------- | ------------------- | ----------- | ------- |
| Liberal Argentino                    | 1 - 1     | Rivadavia (Huillapima)     | Independiente (C)   | 21 de abril | 14:00   |
| Estudiantes de La Tablada            | 4 - 1     | Parque Daza                | Sarmiento           | 21 de abril | 14:00   |
| Sarmiento                            | 1 - 0     | Club Fiel                  | Sarmiento           | 21 de abril | 16:00   |
| Deportivo Valle Chico                | 2 - 1     | Independiente (Huillapima) | Malvinas Argentinas | 22 de abril | 14:30   |
| Equipo Libre: San Martín (Chumbicha) |           |                            |                     |             |         |

| Fecha 3                    | Fecha 3   | Fecha 3                | Fecha 3             | Fecha 3     | Fecha 3 |
| Local                      | Resultado | Visita                 | Estadio             | Fecha       | Hora    |
| -------------------------- | --------- | ---------------------- | ------------------- | ----------- | ------- |
| Parque Daza                | 3 - 2     | Deportivo Valle Chico  | Américo Tesorieri   | 28 de abril | 14:00   |
| Estudiantes de La Tablada  | 0 - 0     | Sarmiento              | Malvinas Argentinas | 29 de abril | 14:00   |
| Rivadavia (Huillapima)     | 2 - 1     | San Martín (Chumbicha) | Independiente (H)   | 29 de abril | 14:00   |
| Independiente (Huillapima) | 1 - 0     | Liberal Argentino      | Independiente (H)   | 29 de abril | 16:00   |
| Equipo Libre: Club Fiel    |           |                        |                     |             |         |

| Fecha 4                 | Fecha 4   | Fecha 4                    | Fecha 4                              | Fecha 4   | Fecha 4 |
| Local                   | Resultado | Visita                     | Estadio                              | Fecha     | Hora    |
| ----------------------- | --------- | -------------------------- | ------------------------------------ | --------- | ------- |
| Club Fiel               | 3 - 2     | Rivadavia (Huillapima)     | Independiente (C)                    | 5 de mayo | 14:00   |
| Deportivo Valle Chico   | 1 - 1     | Estudiantes de La Tablada  | Independiente (C)                    | 5 de mayo | 16:00   |
| Liberal Argentino       | 5 - 0     | Parque Daza                | Malvinas Argentinas                  | 6 de mayo | 14:00   |
| San Martín (Chumbicha)  | 2 - 1     | Independiente (Huillapima) | Polideportivo Municipal de Chumbicha | 6 de mayo | 14:00   |
| Equipo Libre: Sarmiento |           |                            |                                      |           |         |

| Fecha 5                              | Fecha 5   | Fecha 5                | Fecha 5             | Fecha 5    | Fecha 5 |
| Local                                | Resultado | Visita                 | Estadio             | Fecha      | Hora    |
| ------------------------------------ | --------- | ---------------------- | ------------------- | ---------- | ------- |
| Parque Daza                          | 1 - 4     | San Martín (Chumbicha) | Independiente (C)   | 12 de mayo | 14:00   |
| Estudiantes de La Tablada            | 2 - 1     | Liberal Argentino      | Malvinas Argentinas | 13 de mayo | 14:00   |
| Independiente (Huillapima)           | 3 - 2     | Club Fiel              | Independiente (H)   | 13 de mayo | 15:00   |
| Deportivo Valle Chico                | 1 - 1     | Sarmiento              | Malvinas Argentinas | 14 de mayo | 14:00   |
| Equipo Libre: Rivadavia (Huillapima) |           |                        |                     |            |         |

| Fecha 6                                  | Fecha 6   | Fecha 6                   | Fecha 6                              | Fecha 6    | Fecha 6 |
| Local                                    | Resultado | Visita                    | Estadio                              | Fecha      | Hora    |
| ---------------------------------------- | --------- | ------------------------- | ------------------------------------ | ---------- | ------- |
| Sarmiento                                | 1 - 0     | Rivadavia (Huillapima)    | Independiente (C)                    | 19 de mayo | 14:00   |
| Liberal Argentino                        | 1 - 1     | Deportivo Valle Chico     | Malvinas Argentinas                  | 19 de mayo | 14:00   |
| San Martín (Chumbicha)                   | 1 - 6     | Estudiantes de La Tablada | Polideportivo Municipal de Chumbicha | 20 de mayo | 15:00   |
| Club Fiel                                | 4 - 1     | Parque Daza               | Malvinas Argentinas                  | 21 de mayo | 14:00   |
| Equipo Libre: Independiente (Huillapima) |           |                           |                                      |            |         |

| Fecha 7                    | Fecha 7   | Fecha 7                | Fecha 7             | Fecha 7    | Fecha 7 |
| Local                      | Resultado | Visita                 | Estadio             | Fecha      | Hora    |
| -------------------------- | --------- | ---------------------- | ------------------- | ---------- | ------- |
| Deportivo Valle Chico      | 2 - 0     | San Martín (Chumbicha) | Malvinas Argentinas | 25 de mayo | 14:00   |
| Estudiantes de La Tablada  | 4 - 0     | Club Fiel              | Malvinas Argentinas | 26 de mayo | 14:00   |
| Liberal Argentino          | 2 - 4     | Sarmiento              | Américo Tesorieri   | 26 de mayo | 14:00   |
| Independiente (Huillapima) | 1 - 0     | Rivadavia (Huillapima) | Independiente (H)   | 27 de mayo | 15:00   |
| Equipo Libre: Parque Daza  |           |                        |                     |            |         |

| Fecha 8                                 | Fecha 8   | Fecha 8               | Fecha 8                              | Fecha 8     | Fecha 8 |
| Local                                   | Resultado | Visita                | Estadio                              | Fecha       | Hora    |
| --------------------------------------- | --------- | --------------------- | ------------------------------------ | ----------- | ------- |
| Club Fiel                               | 0 - 0     | Deportivo Valle Chico | Independiente (C)                    | 9 de junio  | 14:00   |
| Rivadavia (Huillapima)                  | 7 - 2     | Parque Daza           | Independiente (H)                    | 10 de junio | 14:00   |
| San Martín (Chumbicha)                  | 5 - 1     | Liberal Argentino     | Polideportivo Municipal de Chumbicha | 10 de junio | 15:00   |
| Independiente (Huillapima)              | 1 - 2     | Sarmiento             | Independiente (H)                    | 10 de junio | 16:00   |
| Equipo Libre: Estudiantes de La Tablada |           |                       |                                      |             |         |

| Fecha 9                             | Fecha 9   | Fecha 9                    | Fecha 9             | Fecha 9     | Fecha 9 |
| Local                               | Resultado | Visita                     | Estadio             | Fecha       | Hora    |
| ----------------------------------- | --------- | -------------------------- | ------------------- | ----------- | ------- |
| Parque Daza                         | 1 - 6     | Independiente (Huillapima) | Malvinas Argentinas | 15 de junio | 14:00   |
| Estudiantes de La Tablada           | 1 - 2     | Rivadavia (Huillapima)     | Malvinas Argentinas | 16 de junio | 14:00   |
| Sarmiento                           | 1 - 1     | San Martín (Chumbicha)     | Independiente (C)   | 16 de junio | 14:00   |
| Liberal Argentino                   | 1 - 4     | Club Fiel                  | Américo Tesorieri   | 16 de junio | 16:00   |
| Equipo Libre: Deportivo Valle Chico |           |                            |                     |             |         |

| 1. 2. |

|                                                   |
| Club Atlético Estudiantes de La Tablada 7° título |
| Campeón Torneo Apertura 2023 de Primera B         |

## Petit Torneo
El Petit Torneo se jugará a un solo partido con el sistema de eliminación directa, en el cual participarán los 4 equipos mejor ubicados luego del campeón del Anual. El ganador de la Final jugará la promoción contra el 11.º de la tabla de posiciones del Anual de Primera División, por el segundo ascenso.

### Cuadro de desarrollo
|  | Semifinales              | Semifinales                | Semifinales              |           |       | Final      | Final      | Final      |  |
|  | 30 de junio y 1 de julio | 30 de junio y 1 de julio   | 30 de junio y 1 de julio |           |       | 8 de julio | 8 de julio | 8 de julio |  |
|  |                          |                            |                          |           |       |            |            |            |  |
|  |                          |                            |                          |           |       |            |            |            |  |
|  | 2                        | Independiente (Huillapima) | 1 (1)                    |           |       |            |            |            |  |
|  | 2                        | Independiente (Huillapima) | 1 (1)                    |           |       |            |            |            |  |
|  | 5                        | Club Fiel                  | 1 (3)                    |           |       |            |            |            |  |
|  | 5                        | Club Fiel                  | 1 (3)                    |           | 5     | Club Fiel  | 0 (4)      |            |  |
|  |                          |                            |                          |           | 5     | Club Fiel  | 0 (4)      |            |  |
|  |                          |                            | 3                        | Sarmiento | 0 (3) |            |            |            |  |
|  | 3                        | Sarmiento                  | 3                        | Sarmiento | 0 (3) | 2          |            |            |  |
|  | 3                        | Sarmiento                  |                          |           |       | 2          |            |            |  |
|  | 4                        | Deportivo Valle Chico      | 1                        |           |       |            |            |            |  |
|  | 4                        | Deportivo Valle Chico      | 1                        |           |       |            |            |            |  |
|  |                          |                            |                          |           |       |            |            |            |  |

Nota: En caso de igualar en los 90' de juego, se definirá mediante tiros desde el punto penal.

### Semifinales
| 30 de junio, 14:00 | Sarmiento    | 2 - 1   | Dep. Valle Chico    | Malvinas Argentinas, Catamarca |                            |
|                    | Matías Oliva | Reporte | pen.' Ismael Chaile | Árbitro(s): Matías Salcedo     | Árbitro(s): Matías Salcedo |

| 1 de julio, 13:30 | Independiente (H)                                                     | 1 - 1 (1:3 p.)             | Club Fiel                                                    | Malvinas Argentinas, Catamarca |                             |
|                   | Fernando Pedraza                                                      | Reporte                    | Facundo Casas                                                | Árbitro(s): Jerónimo Toledo    | Árbitro(s): Jerónimo Toledo |
|                   |                                                                       | Tiros desde el punto penal |                                                              |                                |                             |
|                   | Cristian Silveria · Nahuel Romero · Cristian Nieva · Fernando Pedraza |                            | Alan Agüero · Facundo Casas · Mariano Belmonte · Bruno Bazán |                                |                             |

### Final
| 9 de julio, 14:00 | Sarmiento                                                                        | 0 - 0 (3:4 p.)             | Club Fiel                                                                     | Malvinas Argentinas, Catamarca |                             |
|                   |                                                                                  | Reporte                    |                                                                               | Árbitro(s): Jerónimo Toledo    | Árbitro(s): Jerónimo Toledo |
|                   |                                                                                  | Tiros desde el punto penal |                                                                               |                                |                             |
|                   | Federico Olivera · Esteban Singh · Nahuel Quiroga · Matías Oliva · Juan M. López |                            | Tiziano Suárez · Facundo Casas · Mariano Belmonte · Bruno Bazán · Joel Caliva |                                |                             |

## Promoción
| 15 de julio, 14:00                           | Salta Central   | 1 - 0   | Club Fiel | Malvinas Argentinas, Catamarca |                          |
|                                              | Jairo Nieva 25' | Reporte |           | Árbitro(s): Jesús Aldeco       | Árbitro(s): Jesús Aldeco |
| Salta Central permanece en Primera División. |                 |         |           |                                |                          |

## Estadísticas

### Goleadores
| Jugador         | Equipo                    | Goles |
| --------------- | ------------------------- | ----- |
| David Lucero    | Estudiantes de La Tablada | 9     |
| Ismael Chaile   | Deportivo Valle Chico     | 7     |
| Simón Rodríguez | Estudiantes de La Tablada | 5     |

| Juan Quiroga        | Deportivo Valle Chico      | 4 |
| Alan Agüero         | Club Fiel                  | 3 |
| Fernando Pedraza    | Independiente (Huillapima) | 3 |
| Erick Silva         | Rivadavia (Huillapima)     | 2 |
| Esteban Singh       | Sarmiento                  | 2 |
| Facundo Casas       | Club Fiel                  | 2 |
| Federico Godoy      | Estudiantes de La Tablada  | 2 |
| José Silveria       | Independiente (Huillapima) | 2 |
| Juan Manuel López   | Sarmiento                  | 2 |
| Juan Vergara        | Liberal Argentino          | 2 |
| Martín Suárez       | Parque Daza                | 2 |
| Matías Oliva        | Sarmiento                  | 2 |
| Aaron Álamo         | Estudiantes de La Tablada  | 1 |
| Alan Bustos         | San Martín (Chumbicha)     | 1 |
| Alexis Bazán        | Club Fiel                  | 1 |
| Álvaro Sánchez      | San Martín (Chumbicha)     | 1 |
| Axel Galíndez       | Estudiantes de La Tablada  | 1 |
| Braian Arias        | Parque Daza                | 1 |
| Carlos Herrera      | Deportivo Valle Chico      | 1 |
| Darío Barrera       | Estudiantes de La Tablada  | 1 |
| David Cano Figueroa | Club Fiel                  | 1 |
| David Varas         | Liberal Argentino          | 1 |
| Emanuel Vergara     | Liberal Argentino          | 1 |
| Exequiel Mastroti   | Parque Daza                | 1 |
| Fabio Ortega        | Sarmiento                  | 1 |
| Facundo Fernández   | Sarmiento                  | 1 |
| Fernando Silva      | Rivadavia (Huillapima)     | 1 |
| Franco Sarmiento    | Liberal Argentino          | 1 |
| Franco Sayavedra    | Liberal Argentino          | 1 |
| Gabriel Brizuela    | Independiente (Huillapima) | 1 |
| Gastón Quiroga      | Sarmiento                  | 1 |
| Gerardo Rearte      | San Martín (Chumbicha)     | 1 |
| Javier Quipildor    | Liberal Argentino          | 1 |
| Jonathan Castro     | Liberal Argentino          | 1 |
| Jonathan Purulla    | Parque Daza                | 1 |
| Leonel Herrera      | Sarmiento                  | 1 |
| Lucas Carrizo       | Liberal Argentino          | 1 |
| Marcos Ahumada      | Sarmiento                  | 1 |
| Marcos Quinteros    | San Martín (Chumbicha)     | 1 |
| Nahuel Quiroga      | Sarmiento                  | 1 |
| Nehuén Salazar      | Club Fiel                  | 1 |
| Rodrigo Nieva       | Estudiantes de La Tablada  | 1 |
| Rodrigo Nieva       | Liberal Argentino          |   |

### Tabla temporada 2022-23
Las tablas de rendimiento no reflejan la clasificación final de los equipos, sino que muestran el rendimiento de los mismos atendiendo a la ronda final alcanzada.
El rendimiento corresponde a la proporción de puntos obtenidos sobre el total de puntos disputados.
| Pos. | Equipos                    | CL22. | AP23. | Pts. | PJ | PG | PE | PP | GF | GC | Dif | Rend. |
| ---- | -------------------------- | ----- | ----- | ---- | -- | -- | -- | -- | -- | -- | --- | ----- |
| 1    | Estudiantes de La Tablada  | 21    | 17    | 38   | 16 | 12 | 2  | 2  | 35 | 14 | 21  | 79.2% |
| 2    | Independiente (Huillapima) | 16    | 15    | 31   | 16 | 10 | 1  | 5  | 33 | 20 | 13  | 64.6% |
| 3    | Sarmiento                  | 15    | 15    | 30   | 16 | 8  | 6  | 2  | 27 | 16 | 11  | 62.5% |
| 4    | Rivadavia (Huillapima)     | 14    | 10    | 24   | 16 | 7  | 3  | 6  | 30 | 22 | 8   | 50%   |
| 5    | Deportivo Valle Chico      | 11    | 13    | 24   | 16 | 6  | 6  | 4  | 24 | 21 | 3   | 50%   |
| 6    | Club Fiel                  | 7     | 13    | 20   | 16 | 6  | 2  | 8  | 23 | 26 | -3  | 41.7% |
| 7    | San Martín (Chumbicha)     | 7     | 10    | 17   | 16 | 5  | 2  | 9  | 26 | 32 | -6  | 35.4% |
| 8    | Liberal Argentino          | 7     | 5     | 12   | 16 | 2  | 6  | 8  | 18 | 28 | -10 | 25%   |
| 9    | Parque Daza                | 3     | 3     | 6    | 16 | 2  | 0  | 14 | 20 | 57 | -37 | 12.5% |